# Закон решения по договорённости
Закон решения по договорённости (яп. 相対済令 аитай сумаси рэй, «закон решения [споров] по договорённости») — закон, установленный сёгунатом Токугава, по которому самурайское правительство отказывалось принимать и рассматривать иски относительно займов и долгов населения, и приказывало решать подобные проблемы только путём их обсуждения между заёмщиком и должником.
Закон был впервые издан в 1661 году (1 году Канбун), после чего переиздавался несколько раз. Его целью было уменьшить уровень задолженности в стране и спасти от долгов непосредственных вассалов сёгуната — самураев класса хатамото. В 1719 году 8-й сёгун Токугава Ёсимунэ издал очередной закон «решения споров по договорённости», в котором заявил, что сёгунат навсегда отказывается рассматривать проблемы ростовщиков и их должников. Такая позиция правительства вызвала хаос в финансовых кругах Японии и займы брать стало практически невозможно. Из-за неэффективности закона он был отменён в 1729 году.